# Mary Gertrude Joyce
Pour les articles homonymes, voir Joyce.
Sœur Mary Gertrude ou Margaret Alice "Poppie" Joyce (18 janvier 1884 - 1er mars 1964) est une religieuse des Sœurs de la Miséricorde et une musicienne irlandaise. 

## Enfance et famille
Sœur Mary Gertrude Joyce est née Margaret Alice Joyce au 41 Brighton Square West dans la faubourg de Rathgar à Dublin le 18 janvier 1884. Elle est le deuxième enfant aîné des dix enfants survivants de John Stanislaus Joyce et Mary (née Murray). Par l'intermédiaire de sa grand-mère, Ellen O'Connell Joyce, elle est apparentée à Daniel O'Connell. James Joyce est son frère aîné, âgé de 18 mois de plus qu'elle. Il l'appelle « Poppie » en raison d'un manteau rouge qu'elle porte aux réunions de sodalité. La famille Joyce a vécu à 16 adresses différentes à Dublin et à Bray en raison de changements de fortunes de leur père. Joyce est éduquée par Mme Elizabeth Conway, une gouvernante de la famille, et fréquente plus tard le couvent dominicain de St Catherine à Sion Hill et le Collège dominicain, Eccles Street. 
Après la mort de sa mère le 13 août 1903, alors qu'elle a 19 ans, elle prend soin de ses frères et sœurs plus jeunes. Elle doit mendier de l'argent à son père pour la nourriture et d'autres nécessités, coincée entre la promesse qu'elle a faite à sa mère et les exigences de son père. Les difficultés de Joyce à élever les plus jeunes enfants avec son père sont à la base de l'histoire Eveline dans Les Gens de Dublin. Elle est la première personne à qui son frère James dit qu'il était amoureux de Nora Barnacle. Elle essaye de dissuader James et Nora d'aller sur le continent. Elle emmène Nora acheter des vêtements avant leur départ en 1904 et aide le couple à organiser son voyage. Elle tente également de réconcilier James avec leur père,. 

## Carrière
Joyce entra au couvent de Mercy Missionary College, Callan, comté de Kilkenny, le 20 août 1909. Elle a à l'origine l'intention de devenir religieuse en Allemagne, mais James lui suggère d'aller en Nouvelle-Zélande. Elle part pour la Nouvelle-Zélande le 10 novembre 1909. James est à Dublin au moment de son départ et voit Joyce au large de North Wall en Angleterre où elle allait naviguer en Nouvelle-Zélande. Il lui promet que si jamais elle souhaite revenir, il lui enverrait un billet. Elle n'est jamais revenue en Irlande et ni revu aucun membre de sa famille,. Le 30 décembre 1909, elle entre au couvent de la miséricorde, à Greymouth, en Nouvelle-Zélande, recevant l'habit le 13 juillet 1910. Elle prend le nom de Sœur Mary Gertrude et professe le 13 juillet 1912  
De 1912 à 1949, Joyce enseigne le piano, le violon et le chant à Greymouth et Runanga. Elle part enseigner aux garçons du Loreto College à Papanui, Christchurch, enseignant jusqu'à trois semaines avant sa mort à 80 ans. Lorsqu'on lui a dit qu'elle va mourir, elle demande que ses lettres et photographies soient détruites, y compris 30 ans de lettres hebdomadaires de James et d'autres membres de la famille Joyce. Elle n'a probablement jamais lu aucune des œuvres de son frère avant 1962, lorsque le père Godfrey Ainsworth lui donne une copie du Portrait de l'artiste en jeune homme. 
Joyce meurt à l'hôpital Calvary de Christchurch le 1er mars 1964 et est enterrée au cimetière Waimairi de Christchurch. 